# 特格尔恩塞
特格尔恩塞是德国巴伐利亚州的一个市镇。总面积22.77平方公里，总人口3908人，其中男性1681人，女性2227人（2011年12月31日），人口密度172人/平方公里。